# Mezoregija Trebinje
Mezoregija Trebinje je jedna od regija Republike Srpske. Prostire se na 90% Istočne Hercegovine i većinom se poklapa s dijelom Hercegovine koji je u Republici Srpskoj. Najveći grad u ovom dijelu Republike Srpske je Trebinje koji se smatra i regionalnim kulturnim središtem ovog područja.
Regija Trebinje ne obuhvaća isti prostor u regionalnim podjelama Republike Srpske. Prostorni plan definira ju kao mezoregiju i ove su općine dio te regije:
- Trebinje
- Bileća
- Gacko
- Ljubinje
- Berkovići
- Nevesinje i
- Istočni Mostar (prije imena Srpski Mostar).

Centar javne sigurnosti Trebinje pokriva isto područje. Okružni sud u Trebinju uz te općine nadležan je i za:
- Foču
- Kalinovik i
- Čajniče

U udžbenicima zemljopisa sve navedene općine zajedno s južnim dijelom opštine Trnova čine bipolarnu Trebinjsko-fočansku regiju.
- Mezoregija Trebinje prema Prostornom planu Republike Srpske; isti prostor je i u nadležnosti CJB Trebinje
- Općine koje su u nadležnosti Okružnog suda u Trebinju
- Trebinjsko-fočanska regija prema zemljopisnim udžbenicima